# Weekend at Burnie's
Albums de Curren$y
Covert Coup
(2011) Muscle Car Chronicles
(2012)
Weekend at Burnie's est le cinquième album studio du rappeur Curren$y, sorti le 20 juin 2011.

## Liste des titres
| No  | Titre                                                    | Contient un (des) sample(s) de                                    | Durée |
| --- | -------------------------------------------------------- | ----------------------------------------------------------------- | ----- |
| 1.  | JetsGo                                                   | You Are My Starship de Norman Connors featuring Michael Henderson | 3:13  |
| 2.  | Still (featuring Trademark da Skydiver & Young Roddy)    | Summer Madness de Kool & The Gang                                 | 3:31  |
| 3.  | She Don't Want a Man                                     | Who Is She (And What Is She to You) de Gladys Knight & the Pips   | 4:32  |
| 4.  | One Life                                                 |                                                                   | 3:04  |
| 5.  | You See It                                               | Na Boca Do Sol d'Arthur Verocai                                   | 3:33  |
| 6.  | Televised (featuring Fiend)                              | The Revolution Will Not Be Televised de Gil Scott-Heron           | 5:26  |
| 7.  | This Is the Life                                         |                                                                   | 3:58  |
| 8.  | On G's (featuring Young Roddy & Trademark da Skydiver)   |                                                                   | 4:27  |
| 9.  | Money Machine                                            |                                                                   | 3:22  |
| 10. | What's What                                              |                                                                   | 2:09  |
| 11. | JLC                                                      |                                                                   | 2:31  |
| 12. | Get Paid (featuring Young Roddy & Trademark da Skydiver) | Cry Together des O'Jays                                           | 4:10  |